# Apollo Telescope Mount

O Apollo Telescope Mount é a estrutura semelhante a um moinho de vento próximo ao centro da imagem.

O Apollo Telescope Mount (ATM) foi um observatório solar acoplado na Skylab, a primeira estação espacial dos Estados Unidos.
O ATM foi um dos projetos do Apollo Applications Program, da década de 1960, que estudou várias maneiras de utilizar a infraestrutura desenvolvida para o Programa Apollo na década de 1970. A ideia inicial era montar a instrumentação em uma unidade acoplada ao Service Module, modificada posteriormente para utilizar uma versão modificada do Módulo Lunar para abrigar controles, instrumen tos de observação e gravação, com o estágio de descida lunar substituída por um grande telescópio solar e painéis solares para o fornecimento de eletricidade.